# Lincoln Borglum
James Lincoln de la Mothe Borglum (9 de abril de 1912 - 27 de enero de 1986) fue un escultor estadounidense, fotógrafo, escritor e ingeniero; conocido por supervisar la conclusión del Monumento Nacional Monte Rushmore tras la muerte en 1941 del director del proyecto, su padre, Gutzon Borglum.

## Vida y carrera
Lincoln Borglum fue el primogénito de Gutzon Borglum y su segunda mujer, Mary Montgomery Williams (1874-1955). Durante su juventud acompañó su padre a las Cerros Negros de Dakota del Sur y estuvo presente, en 1924, en la selección del lugar para erigir el monumento Monte Rushmore. En 1933 abandonó sus estudios de ingeniería en la Universidad de Virginia y comenzó a trabajar en el monumento como ayudante sin sueldo. Rápidamente fue pasando por otros trabajos de mayor importancia; en 1937, como ayudante de escultor y, en 1938, como supervisor con un sueldo anual de 4800 dólares.
Gutzon Borglum falleció el 6 de marzo de 1941, cuando casi se había completado el tallado de las cabezas de los cuatro presidentes (Washington, Jefferson, Lincoln y Theodore Roosevelt). Lincoln Borglum asumió entonces la dirección de la obra y al carecer de la financiación necesaria tuvo que abandonar los ambiciosos planes de su padre de incluir en el monumento los torsos de los presidentes y un entablamento. 
El 1 de octubre de 1941 Borglum fue nombrado supervisor jefe del Monumento Nacional monte Rushmore y aunque las obras finalizaron oficialmente el 31 de octubre, permaneció en ese puesto hasta el 15 de mayo de 1944.
Borglum continuó trabajando como escultor tras dejar el Monte Rushmore y esculpió  varios trabajos religiosos para iglesias en Texas, incluyendo la conocida estatua de Nuestra Señora de Loreto, en Goliad, y escribió tres libros sobre la obra del Monte Rushmore. Falleció en Corpus Christi en 1986, a la edad de 73 años.